# Lac Nepton (rivière Nepton)
Pour les articles homonymes, voir Nepton et lac Nepton.
Le lac Nepton est un plan d’eau douce à la tête de la rivière Nepton dans le bassin versant la rivière aux Rats et de la rivière Mistassini. Ce plan d’eau est situé dans le territoire non organisé de Rivière-Mistassini, dans la municipalité régionale de comté (MRC) de Maria-Chapdelaine, dans la région administrative du Saguenay–Lac-Saint-Jean, dans la province de Québec, au Canada. Le lac Nepton fait partie de la zec de la Rivière-aux-Rats.
La zone du lac Nepton est desservie par quelques routes forestières secondaires surtout pour les besoins de la foresterie et des activités récréotouristiques,.
La foresterie constitue la principale activité économique dans la zone du lac ; les activités récréotouristiques, en second.
La surface du lac Nepton est habituellement gelée de la fin novembre au début avril, toutefois la circulation sécuritaire sur la glace se fait généralement de la mi-décembre à la mi-avril.

## Géographie
Les principaux bassins versants voisins du lac Nepton sont :
- côté nord : lac de la Perdrix Blanche, lac Cross, lac Clair, petite rivière aux Rats, lac de la Perdrix Blanche, rivière de la Perdrix Blanche, rivière Catherine, ruisseau Nepton ;
- côté est : rivière Catherine, petite rivière aux Rats, rivière Mistassibi, ruisseau des Aulnaies, ruisseau du Caribou, ruisseau Noël ;
- côté sud : rivière Nepton, rivière de la Perdrix Blanche, ruisseau Lussier, ruisseau Arthur, rivière aux Rats, lac Basile ;
- côté ouest : rivière de la Perdrix Blanche, rivière Samaqua, rivière Mistassini.

Entièrement en zone forestière, le lac Nepton comporte une superficie de 0,43 km2, une longueur de 1,2 km, une largeur maximale de 0,4 km et une altitude de 379 m. Ce lac ne comporte aucune île. Il est surtout alimenté par la décharge (venant du nord-est) d’un lac non identifié. Un sommet de montagne (altitude : 425 m est situé à 0,4 km au sud.
L’embouchure du lac Nepton est localisée au sud-est, soit à :
- 1,7 km au sud-ouest du cours de la rivière Catherine ;
- 5,3 km à l’ouest de la route forestière R0216 (sens nord-sud) ;
- 15,6 km au nord-ouest de la confluence de la rivière Nepton et de la rivière de la Perdrix Blanche ;
- 23,1 km au nord-ouest de la confluence de la rivière de la Perdrix Blanche et de la rivière aux Rats ;
- 62,4 km au nord-ouest de la confluence de la rivière aux Rats et de la rivière Mistassini ;
- 81,5 km au nord-ouest de la confluence de la rivière Mistassini et du lac Saint-Jean[1].

À partir de l’embouchure du lac Nepton, le courant descend successivement le cours de la :
- rivière Nepton sur 22,9 km vers le sud-est ;
- rivière de la Perdrix Blanche sur 27,5 km vers le sud ;
- rivière aux Rats vers le sud sur 46,0 km ;
- rivière Mistassibi sur 24,3 km vers le sud ;
- rivière Mistassini sur 22,7 km vers l’Est, puis le sud-Ouest.

À l’embouchure de cette dernière, le courant traverse le lac Saint-Jean sur 42,7 km vers l’Est, puis emprunte le cours de la rivière Saguenay vers l’Est sur 155 km jusqu’à la hauteur de Tadoussac où il conflue avec le fleuve Saint-Laurent.

## Toponymie
Le terme « Nepton » constitue un prénom d’origine française.
Le toponyme « lac Nepton » a été officialisé le 15 mai 1970 par la Commission de toponymie du Québec.